# Hydronim
Hydronim (z greckiego hydor (ὕδωρ), „woda” oraz onoma (ὄνομα), „nazwa, imię”) – nazwa rzeki, jeziora, bądź też innego zbiornika wodnego. Hydronimami zajmuje się dział językoznawstwa zwany hydronimią.
Tak jak inne toponimy, hydronimy są bardzo konserwatywne lingwistycznie. Na przykład, nazwa Mississippi przeszła z języków Pierwszych Narodów amerykańskich do języków europejskich (podobnie jak niezliczone inne nazwy geograficzne).
Czasem ten sam zbiornik wodny ma kilka różnych hydronimów, na przykład Vltava i Moldau (nazwa rzeki Wełtawy w odpowiednio czeskim i niemieckim).
Odwrotny przypadek jest również częsty: hydronimy oznaczające różne zbiorniki w różnych językach mogą mieć wspólną etymologię. Na przykład: Dunaj, Don, Dniestr, Dniepr, Doniec (i wiele innych) zawierają ten sam rdzeń scytyjski oznaczający „wodę” (porównaj słowa rzeka Don i woda we współczesnym języku osetyjskim).